# Superior (Arizona)
Superior es un pueblo ubicado en el condado de Pinal en el estado estadounidense de Arizona. En el Censo de 2010 tenía una población de 2837 habitantes y una densidad poblacional de 564,92 personas por km².

## Geografía
Superior se encuentra ubicado en las coordenadas 33°17′7″N 111°6′37″O / 33.28528, -111.11028. Según la Oficina del Censo de los Estados Unidos, Superior tiene una superficie total de 5.02 km², de la cual 5.02 km² corresponden a tierra firme y (0%) 0 km² es agua.

## Demografía
Según el censo de 2010, había 2.837 personas residiendo en Superior. La densidad de población era de 564,92 hab./km². De los 2.837 habitantes, Superior estaba compuesto por el 70.5% blancos, el 0.6% eran afroamericanos, el 1.97% eran amerindios, el 0.63% eran asiáticos, el 0% eran isleños del Pacífico, el 22.49% eran de otras razas y el 3.81% pertenecían a dos o más razas. Del total de la población el 68.45% eran hispanos o latinos de cualquier raza.